# 山瀬村
山瀬村（やませむら）は秋田県北秋田郡にあった村。現在の大館市北西部、岩瀬川流域にあたる。

## 地理
- 山 : 女十ノ瀬山、万左衛門山、縫戸山、袴腰山、萱刈山、大山
- 河川 : 米代川、岩瀬川

## 歴史
- 1889年（明治22年）4月1日 - 町村制の施行により、山田村、岩瀬村の区域をもって発足。
- 1956年（昭和31年）9月30日 - 早口町と合併して田代町が発足。同日山瀬村廃止。

山瀬村は周囲の町村と比較して発展していた。江戸時代は伊多波武助の豪邸が山瀬村にあり、明治時代からは1881年（明治14年）創業で東北有数の企業であった田村鉄工所があったからである。(田村鉄工所はその後労働争議に苦しみながらも、2001年まで操業していた)
昭和初期には鉄工所に隣接して村役場、営林署、登記所などの官庁がひしめいていた。鉄工所の道路を挟んで向かい側には岩瀬小学校があったが、この地は隣の下川沿村にあって、街が隣村とまたがる形となっていた。このため1946年には岩瀬村議会で村境変更案が出されたが、実現はしなかった。

## 交通

### 鉄道路線
村域を日本国有鉄道の奥羽本線が通過していたが、駅は所在しなかった。

### 道路
- 国道7号